# Seven Days Walking (Day 6)
Seven Days Walking (Day 6) è un album di Ludovico Einaudi pubblicato il 16 agosto 2019, sesta parte del progetto Seven Days Walking.
Low Mist Var. 2 è stato pubblicato come singolo il 26 luglio 2019.

## Tracce
1. Low Mist Var.1 – 3:09
2. Low Mist – 3:20
3. Gravity – 5:55
4. Matches – 3:12
5. A Sense of Symmetry – 4:03
6. Cold Wind Var. 1 – 3:58
7. Cold Wind – 7:07
8. Cold Wind Var. 2 – 1:43
9. Low Mist Var. 2 – 8:07
10. Ascent – 5:58
11. The Path of the Fossils – 9:47

Durata totale: 56:19

## Formazione
- Ludovico Einaudi: Piano
- Federico Mecozzi: Violino, Viola
- Redi Hasa: Cello